# Краснооктябрьский (Оренбургская область)
Краснооктя́брьский — посёлок в Октябрьском районе Оренбургской области. Административный центр Краснооктябрьского сельсовета.

## История
В 1966 году указом Президиума Верховного Совета РСФСР посёлок центральной усадьбы совхоза «Октябрьский» переименован в Краснооктябрьский.

## Население
| 2010 |
| ---- |
| 862  |

## Улицы
| - ул. Бригадная 2-я, - ул. Гусевская, - ул. Интернатская, - ул. Комсомольская, - ул. Молодёжная, - ул. Набережная, | - ул. Новая, - ул. Объездная, - ул. Полевая, - ул. Рабочая, - ул. Садовая, - ул. Токаревская, | - пер. Тупой, - ул. Чабанская бригада 1, - ул. Черёмушки, - ул. Школьная, - ул. Шоссейная. |